# Danske telemyndighed
Den Danske telemyndighed har haft forskellige placeringer igennem tiden og er siden 2014 blevet delt i to:
- Post- og Telegrafvæsenet - 1927-1990 (ophørt i 1995)
- Telestyrelsen 1990-2002[1]
- It- og Telestyrelsen - 2002-2011; styrelse under Ministeriet for Videnskab, Teknologi og Udvikling.
- Erhvervsstyrelsen - 2011-2015
- Center for Cybersikkerhed (Informationssikkerhed og beredskab) - 2014-[2]
- Energistyrelsen[3] - 2015- 7. juni 2022
- Styrelsen for Dataforsyning og Infrastruktur 7. juni 2022-14. august 2024[4][5]
- Klimadatastyrelsen 14. august 2024-28. august 2024 .[6]
- Digitaliseringsstyrelsen 29. august 2024- .[7][8]